# Économie urbaine

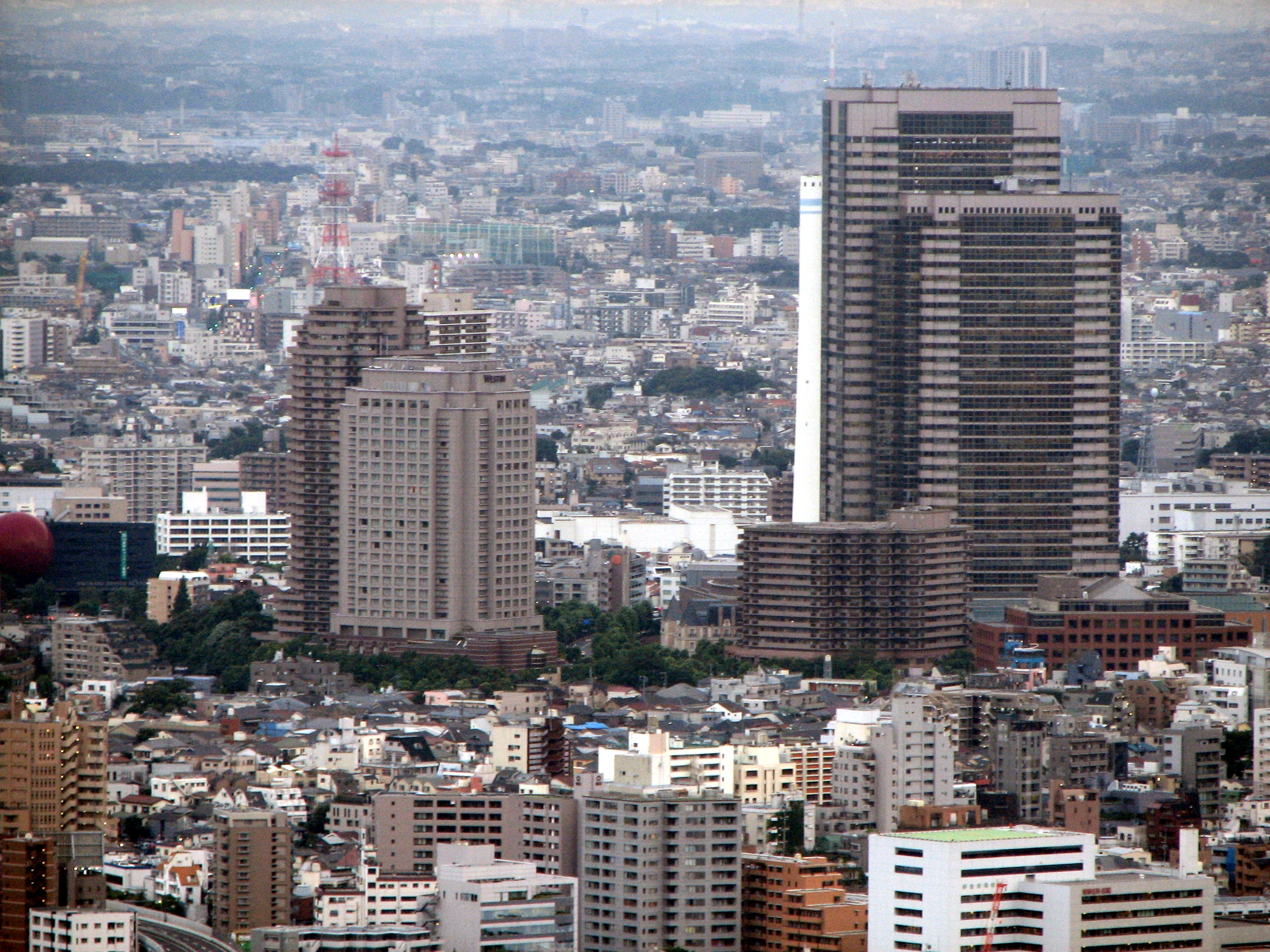
Le quartier d'Ebisu à Tokyo, photo prise depuis la Tokyo tower.

L'économie urbaine est une branche de l'économie spatiale qui s'est peu à peu spécialisée à la faveur de son objet d'étude (la ville) et des modèles utilisés.

## Rente foncière et structure des villes
À la suite des travaux de Von Thünen (1827), le lien entre productivité d'un sol et prix/rente de celui-ci s'est doublé d'une réflexion sur l'occupation du sol: qu'il s'agisse de distance à un centre (de consommation ou de réacheminement) ou de qualité du sol, le niveau de rente varie en fonction du prix de la production et du profit qu'elle permet de dégager. Cela induit mécaniquement une spécialisation des territoires car une activité à faible rendement ne pourra pas payer des rentes élevées et sera immédiatement évincée d'un lopin que la qualité de la localisation ou du sol promet à des usages plus « rentables ».
Ce raisonnement conduit ainsi von Thünen (focalisé sur le coût d'acheminement plus que sur la qualité du sol qu'il suppose homogène) à construire un modèle radio-concentrique d'occupation du sol, les produits agricoles les plus rentables (maraîchage) étant proches de la ville, les plus extensifs occupant des parcelles situées de plus en plus loin du centre.
Appliqué à la croissance des villes, ce modèle permet de la même manière de comprendre comment le sol à bâtir (plus cher) remplace progressivement le sol agricole en frontière des villes à mesure que la population urbaine croît. Tout un pan de l'économie urbaine et rurale contemporaine analyse d'ailleurs les conditions de cette transition et les éléments pouvant expliquer que certaines parcelles soient urbanisées plus tôt que d'autres, conduisant ainsi à un mitage de l'espace urbain.

### Mécanismes classiques
À l'intérieur des villes, des mécanismes similaires s'appliquent, quoique plus complexes. La rente foncière est au cœur de l'économie urbaine contemporaine, mais ses déterminants sont plus variés que la seule distance au centre ou la productivité du sol. Les travaux de Alonso (1964), Mills (1967) et Muth (1969) ont permis de constituer le socle d'un ensemble théorique sur lequel un vaste ensemble de travaux s'est développé. En milieu urbain, la rente foncière est déterminée de manière indirecte, comme une disposition à payer permettant d'équilibrer l'utilité qu'un consommateur retire d'une surface à une certaine distance du centre et le coût des déplacements jusqu'à ses lieux de travail, de consommation et de loisir. Lorsque tous ces lieux sont localisés au centre, la rente foncière prend une forme classique, radio-concentrique : selon que les « riches » valoriseront relativement plus la taille ou l'accessibilité que les « pauvres », ils seront respectivement en périphérie ou au centre des villes (modèles de villes respectivement américains ou européens).

### Analyse économique du desserrement urbain:polycentrismeetpériurbanisation
Le desserrement en périphérie des lieux d'emplois, des centres commerciaux et des espaces de loisir complique beaucoup la détermination des rentes foncières: alors que celles-ci sont traditionnellement décroissantes depuis le centre vers la périphérie (comme en témoignent les prix de l'immobilier dans la plupart des villes), elles peuvent désormais croître localement en périphérie autour d'un pôle secondaire.
Utilisé comme élément de compréhension et de modélisation des villes, la rente foncière se retrouve au cœur des modèles économiques permettant d'analyser les conséquences d'investissements particuliers ou de tarifications des transports sur la forme des villes.

### Conception de la structure urbaine

#### Généralités
- Aménagement du territoire
- Urbanisme
- Architecture
- Archologie
- Développement durable

#### Zonage
- Unité urbaine
- Village autonome
- Zonage urbain, zone urbaine
- Noyau urbain
- Jardin ouvrier
- Parc
- Zone industrielle
- Zone d'aménagement concerté (ZAC), Zone à urbaniser en priorité (ZUP), Zone d'éducation prioritaire (ZEP)...

#### Logement
- Écoconstruction
- HQE

#### Transports
- Plan de déplacements urbains

#### Transport individuel
- Aménagement cyclable
- Cyclisme urbain
- Aménagement piétonnier
  - Zone piétonne
  - Zone 30
- Automobile

#### Transport en commun
- Tramway
- Autobus
- Covoiturage

#### Infrastructures
- Voirie
- Éclairage urbain

#### Eau
- Assainissement
  - Épuration des eaux
  - Égout
  - Fosse septique
- Eau potable
- Hydraulique urbaine

#### Énergie
- Chauffage urbain
- Gaz de ville

#### Gestion desdéchets
- Recyclage
- Incinération des ordures ménagères
- Dépollution des sols et Dépollution des eaux

#### Autres
- Empreinte écologique
- Choix de vie
- Écologie urbaine
- Espace public